# Лук'яненко Ярослав Миколайович
Ярослав Миколайович Лук'яненко — капітан Національної поліції України, учасник російсько-української війни.

## Біографія
Закінчивши школу у рідному Березнегуватому, Ярослав став курсантом Харківського національного університету внутрішніх справ. Коли його закінчив, повернувся до рідного містечка дільничним.
Потім була служба у слідчому підрозділі, потім перейшов на службу до патрульної служби поліції особливого призначення «Миколаїв» ГУНП в Миколаївській області.
Загинув в м. Миколаєві поблизу Тернівського кільця при відбитті прориву ворожої техніки з боку м. Херсона.

## Нагороди
- орден «За мужність» III ступеня (2022, посмертно) — за особисту мужність і самовіддані дії, виявлені у захисті державного суверенітету та територіальної цілісності України, вірність військовій присязі.